# Pancracio Celdrán
Pancracio Celdrán Gomáriz (Murcia, 23 de abril de 1942-Madrid, 24 de marzo de 2019) fue un profesor y periodista español especializado en historia y literatura antigua y medieval, antropología cultural y fraseología. Publicó abundantes libros y artículos de divulgación cultural.

## Biografía
Celdrán era licenciado en Lengua y Literatura Hispánicas y doctor en Filosofía y Letras por la Universidad Complutense de Madrid. También tenía un máster en Historia Comparada y era diplomado en Historia de Oriente Medio, Lengua y Literatura Inglesas, Literatura Comparada y Lengua y Cultura Hebreas.
Su actividad académica se desarrolló en distintas universidades estadounidenses (entre ellas la de Berkeley) y europeas, donde fue profesor adjunto a cátedra, y finalizó en Medio Oriente, como profesor en las universidades de Haifa, Hebrea de Jerusalén y Ben-Gurión del Néguev en Beersheba, todas en Israel. También fue profesor invitado en la Universidad Internacional Libanesa, en Beirut.
Como periodista, la mayor parte de su labor la desarrolló en la radio, aunque también intervino en prensa escrita y en televisión. Fue guionista y creador de programas, articulista y autor de reportajes. También participó en tertulias radiofónicas. Colaboró en los programas radiofónicos No es un día cualquiera de Radio Nacional de España y La Atalaya de la COPE, y en el suplemento dominical del grupo Vocento El Semanal, donde mantuvo un consultorio lingüístico.
Además de en numerosos libros, Celdrán plasmó sus conocimientos en Raíces, revista cultural de la comunidad judía española. En una reseña a su libro Hablar con corrección (2006), se le ha criticado una supuesta falta de respeto hacia las variedades no estándares (junto con otras variedades religiosas, políticas y de orientación sexual) de castellano, a las que Celdrán «marginaría».

## Obra
- Inventario general de insultos, 1995. ISBN 84-7838-730-7.
- Libro de los elogios, 1996. ISBN 84-7838-776-5.
- Plazas y plazuelas de Madrid, 1998, ISBN 84-922664-9-X
- Madrid se escribe con "M" de mujer: callejero femenino de Madrid, 1999. ISBN 84-95242-03-6
- Creencias populares: (costumbres, manías y rarezas: con su explicación, historia y origen), 2000. ISBN 84-8403-679-0
- Anecdotario histórico: (tres mil años de anécdotas), 2000. ISBN 84-8403-680-4.
- El amor y la vida material en la Grecia clásica, 2001. ISBN 84-7882-463-4.
- Diccionario de topónimos españoles y sus gentilicios, 2002. ISBN 84-670-0146-1.
- Red de Juderías de España Caminos de Sefarad, 2005. ISBN 84-95242-40-0.
- Hablar con corrección: normas, dudas y curiosidades de la lengua española, 2006. ISBN 84-8460-591-4.[4]
- El gran libro de los insultos, 2008, ISBN 978-84-9734-734-1.
- Hablar bien no cuesta tanto, 2009, ISBN 978-84-8460-764-9.
- El gran libro de la historia de las cosas, 2009, ISBN 978-84-9734-843-0
- Refranes de nuestra vida, 2009, ISBN 978-84-92819-04-1
- Quién fue quién en el mundo clásico, 2011.  ISBN 978-8499-982762